# ケタリング
ケタリング (Kettering) は、イングランドのノーサンプトンシャーにあるタウン。

## 姉妹都市
- アメリカ合衆国 オハイオ州 ケタリング
- ドイツ ラーンシュタイン